# Framboise Boon
Framboise Boon is een Belgisch bier. Het bier wordt gebrouwen door Brouwerij Boon te Lembeek. De brouwerij is voor 50% in handen van Brouwerij Palm, die ook de distributie voor haar rekening neemt.
Framboise Boon is een fruitbier, met name een frambozenlambiek met een alcoholpercentage van 5%. Het is een bier van spontane gisting dat samengesteld is uit oude en jonge lambiek die gerijpt is op eiken vaten. Per liter bier wordt 250 gram frambozen gebruikt. Frambozenlambiek verscheen pas aan het begin van de 20ste eeuw en verdween al terug rond 1930. Rond 1970 kwam de frambozenlambiek weer op de markt.
Frambozenlambiek is door het Vlaams Centrum voor Agro- en Visserijmarketing (VLAM) erkend als streekproduct. Frambozengeuze is een door de Europese Unie beschermd label of Gegarandeerde traditionele specialiteit (GTS).